# Parafia św. Wojciecha w Wągrowcu
Parafia Świętego Wojciecha w Wągrowcu – parafia rzymskokatolicka leżącą w granicach dekanatu wągrowieckiego. Erygowana w 1981. Kościół parafialny został zbudowany w latach 1983–1993. Mieści się przy placu Kardynała Wyszyńskiego.

## Dokumenty
Księgi metrykalne: 
- ochrzczonych od 1945 roku
- małżeństw od 1945 roku
- zmarłych od 1945 roku